# Чемпіонат України з футболу 2009—2010: Прем'єр-ліга
Чемпіонат серед команд Прем'єр-ліги мав офіційну назву «Епіцентр-Чемпіонат України з футболу» (титульним спонсором була компанія «Епіцентр К»).

## Команди-учасниці
У Прем'єр-лізі 19-ого чемпіонату України з футболу взяли участь 16 команд:
| Команда       | Місто           | Стадіон | Місткість стадіону      | Місце в попер. ч-ті |
| ------------- | --------------- | --- | ----------------------- | ------------------- |
| «Арсенал»     | Київ            | «Колос» (м. Бориспіль) (10) «Динамо» ім. Валерія Лобановського (2) НТК ім. Віктора Баннікова (2) «Метеор» (м. Дніпропетровськ) (1) | 5654 16 873 1678 24 381 | 11                  |
| «Ворскла»     | Полтава         | «Ворскла» ім. Олексія Бутовського                                                                                                  | 24 795                  | 5                   |
| «Динамо»      | Київ            | «Динамо» ім. Валерія Лобановського                                                                                                 | 16 873                  | 1                   |
| «Дніпро»      | Дніпропетровськ | «Дніпро-Арена» | 31 003                  | 6                   |
| «Закарпаття»  | Ужгород         | «Авангард» | 12 000                  | 1 (перша ліга)      |
| «Зоря»        | Луганськ        | «Авангард» (14) «Донбас-Арена» (м. Донецьк) (1)                                                                                    | 22 288 51 504           | 13                  |
| «Іллічівець»  | Маріуполь       | «Іллічівець» | 12 460                  | 14                  |
| «Карпати»     | Львів           | «Україна» | 27 925                  | 9                   |
| «Кривбас»     | Кривий Ріг      | «Металург» | 29 734                  | 12                  |
| «Металіст»    | Харків          | ОСК «Металіст» | 41 307                  | 3                   |
| «Металург»    | Донецьк         | «Металург» | 5094                    | 4                   |
| «Металург»    | Запоріжжя       | «Славутич-Арена» | 11 756                  | 7                   |
| «Оболонь»     | Київ            | «Оболонь-Арена» | 5100                    | 2 (перша ліга)      |
| «Таврія»      | Сімферополь     | РСК «Локомотив» | 19 978                  | 8                   |
| «Чорноморець» | Одеса           | «Спартак» | 4000                    | 10                  |
| «Шахтар»      | Донецьк         | «Донбас-Арена» (12) РСК «Олімпійський» (2) «Авангард» (м. Луганськ) (1)                                                            | 51 504 26 100 22 288    | 2                   |

 — команди, що минулого чемпіонату виступали в першій лізі.

## Підсумкова турнірна таблиця

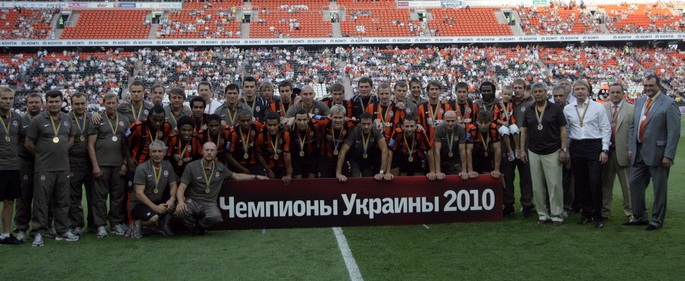
«Шахтар» Донецьк

| М  | Команда       | І  | В  | Н  | П  | РМ    | О  |
| -- | ------------- | -- | -- | -- | -- | ----- | -- |
|    | «Шахтар»      | 30 | 24 | 5  | 1  | 62−18 | 77 |
|    | «Динамо»      | 30 | 22 | 5  | 3  | 61−16 | 71 |
|    | «Металіст»    | 30 | 19 | 5  | 6  | 49−23 | 62 |
| 4  | «Дніпро»      | 30 | 15 | 9  | 6  | 48−25 | 54 |
| 5  | «Карпати»     | 30 | 13 | 11 | 6  | 44−35 | 50 |
| 6  | «Таврія»      | 30 | 12 | 9  | 9  | 38−38 | 45 |
| 7  | «Арсенал»     | 30 | 11 | 9  | 10 | 44−41 | 42 |
| 8  | «Металург» Д  | 30 | 11 | 7  | 12 | 41−33 | 40 |
| 9  | «Металург» З  | 30 | 10 | 5  | 15 | 31−48 | 35 |
| 10 | «Ворскла»     | 30 | 6  | 13 | 11 | 29−32 | 31 |
| 11 | «Оболонь»     | 30 | 9  | 4  | 17 | 26−50 | 31 |
| 12 | «Іллічівець»  | 30 | 7  | 8  | 15 | 31−56 | 29 |
| 13 | «Зоря»        | 30 | 7  | 7  | 16 | 23−47 | 28 |
| 14 | «Кривбас»     | 30 | 7  | 4  | 19 | 31−47 | 25 |
| 15 | «Чорноморець» | 30 | 5  | 9  | 16 | 21−44 | 24 |
| 16 | «Закарпаття»  | 30 | 5  | 4  | 21 | 18−44 | 19 |

Позначення:

### Результати матчів
| Команда       | АРС | ВОР | ДИН | ДНІ | ЗАК | ЗОР | ІЛЛ | КАР | КРИ | МЕТ | МТД | МТЗ | ОБО | ТАВ | ЧОР | ШАХ |
| ------------- | --- | --- | --- | --- | --- | --- | --- | --- | --- | --- | --- | --- | --- | --- | --- | --- |
| «Арсенал»     |     | 2:0 | 0:1 | 1:1 | 0:0 | 1:1 | 3:1 | 0:0 | 2:1 | 1:2 | 2:0 | 2:0 | 4:1 | 1:6 | 2:0 | 2:4 |
| «Ворскла»     | 1:5 |     | 1:1 | 1:1 | 2:0 | 2:0 | 3:0 | 1:2 | 0:0 | 0:0 | 1:2 | 1:1 | 3:2 | 0:1 | 0:0 | 1:1 |
| «Динамо»      | 3:1 | 1:0 |     | 2:1 | 2:0 | 2:0 | 3:1 | 1:1 | 1:0 | 3:0 | 3:1 | 3:0 | 2:1 | 6:0 | 5:0 | 3:0 |
| «Дніпро»      | 1:1 | 2:2 | 0:2 |     | 1:0 | 2:2 | 4:1 | 3:0 | 3:1 | 2:0 | 2:0 | 2:0 | 2:0 | 3:1 | 3:1 | 2:2 |
| «Закарпаття»  | 2:1 | 1:3 | 1:0 | 0:2 |     | 2:1 | 0:1 | 1:1 | 3:0 | 0:2 | 0:1 | 0:1 | 0:1 | 0:1 | 1:1 | 1:1 |
| «Зоря»        | 0:0 | 2:1 | 0:2 | 0:1 | 2:0 |     | 3:2 | 0:2 | 1:0 | 1:4 | 1:1 | 3:1 | 2:0 | 0:0 | 0:1 | 0:2 |
| «Іллічівець»  | 1:2 | 0:0 | 1:1 | 0:3 | 1:0 | 1:0 |     | 2:2 | 0:3 | 0:2 | 0:4 | 2:1 | 1:0 | 2:2 | 2:0 | 0:2 |
| «Карпати»     | 3:3 | 1:0 | 1:0 | 1:0 | 1:0 | 4:0 | 2:2 |     | 0:2 | 2:1 | 2:2 | 3:3 | 5:0 | 1:0 | 1:1 | 0:2 |
| «Кривбас»     | 0:1 | 1:1 | 1:3 | 0:0 | 3:1 | 4:0 | 0:2 | 1:2 |     | 2:2 | 0:1 | 1:3 | 3:2 | 0:1 | 2:3 | 0:2 |
| «Металіст»    | 1:0 | 1:0 | 1:2 | 3:2 | 2:1 | 2:0 | 3:1 | 1:0 | 1:0 |     | 2:0 | 4:0 | 0:1 | 1:1 | 5:1 | 1:1 |
| «Металург» Д  | 3:0 | 1:3 | 1:1 | 0:0 | 4:1 | 0:0 | 4:1 | 1:0 | 0:1 | 0:1 |     | 3:0 | 5:0 | 0:0 | 2:0 | 0:1 |
| «Металург» З  | 2:1 | 1:1 | 0:0 | 1:3 | 3:0 | 3:1 | 2:0 | 0:1 | 2:1 | 0:2 | 3:2 |     | 2:1 | 0:1 | 1:0 | 0:2 |
| «Оболонь»     | 0:0 | 1:1 | 0:4 | 1:0 | 0:1 | 3:0 | 1:1 | 1:3 | 1:2 | 0:2 | 2:1 | 4:1 |     | 1:0 | 1:0 | 0:1 |
| «Таврія»      | 2:2 | 1:0 | 2:3 | 2:1 | 3:2 | 0:1 | 3:3 | 1:1 | 3:1 | 0:0 | 1:0 | 2:0 | 0:0 |     | 2:1 | 2:3 |
| «Чорноморець» | 1:3 | 0:0 | 0:1 | 0:1 | 2:0 | 1:1 | 1:1 | 1:1 | 3:1 | 0:2 | 1:1 | 0:0 | 0:1 | 2:0 |     | 0:1 |
| «Шахтар»      | 3:1 | 1:0 | 1:0 | 0:0 | 1:0 | 3:1 | 2:1 | 5:1 | 3:0 | 2:1 | 4:1 | 2:0 | 4:0 | 3:0 | 3:0 |     |

#### Матч «Шахтар» — «Зоря»
Матч 6-го туру між «Шахтарем» і «Зорею» було заплановано провести 31 серпня 2009 року в Донецьку на новому стадіоні «Донбас-Арена». Однак 29 серпня 2009 року відбулося відкриття стадіону «Донбас-Арена», що унеможливлювало своєчасну та якісну підготовку стадіону та газону футбольного поля до матчу. У зв'язку з цим та «з метою популяризації футболу в країні загалом» 13 серпня Дирекція Прем'єр-Ліги вирішила «визначити місцем проведення матчу 6-го туру чемпіонату «Шахтар» Донецьк — «Зоря» Луганськ 31.08.2009 р. стадіон «Авангард» м. Луганськ», місцем проведення матчу першості молодіжних складів команд визначити стадіон ім. Ленінського комсомолу в Краснодоні, матчі 21-го туру чемпіонату та першості молодіжних складів між цими командами провести в Донецьку.

#### Матч «Оболонь» — «Металург» З
Результат матчу 9-го туру між «Оболонню» і запорізьким «Металургом», що відбувся 3 жовтня 2009 року в Києві і закінчився з рахунком 4:1, переглядався двічі. Спочатку він був анульований рішенням КДК ФФУ 22 жовтня 2009 року, «Оболоні» була зарахована поразка 0:3, а футболісти Олександр Іващенко, Валерій Куценко, Іван Лень і Євгеній Лозінський — дискваліфіковані на 4 місяці за вживання допінгу. Окрім того, київську команду оштрафували на ₴150 000. Однак «Оболонь» подала апеляцію на це рішення, і 20 листопада 2009 року АК ФФУ скасував рішення КДК від 22 жовтня.

#### 13-й тур
Матчі 13-го туру не відбулися у визначені Прем'єр-лігою дати. 23 жовтня рішенням Виконавчого комітету ФФУ матчі 13-го туру були перенесені у зв'язку з проведенням 14 листопада матчу збірної України з футболу. 3 листопада Прем'єр-ліга заявила, що матчі 13-го туру відбудуться згідно з календарем, однак Федерація футболу не призначила арбітрів на матчі, тож у заплановані терміни матчі не відбулися. 12 листопада Прем'єр-ліга визначила нові дати проведення матчів 13-го туру: матчі команд, що не брали участі у півфіналі Кубка України, були призначені на 24 березня 2010 року, матч «Шахтар» — «Металург» З — на 9 грудня 2009 року, а матчі «Карпати» — «Таврія» і «Зоря» — «Металург» Д були призначені на 7 квітня 2010 року.

## Найкращі бомбардири

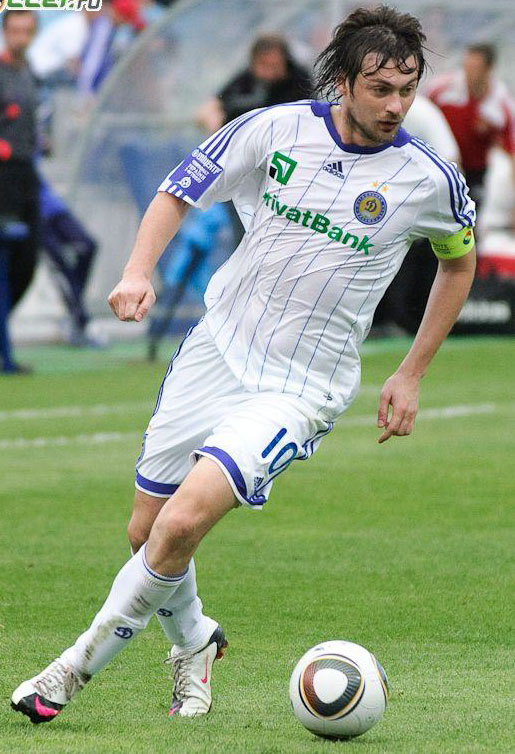
Артем Мілевський

| #  | Футболіст        | Команда                       | Ігри | Голи (пен.) |
| -- | ---------------- | ----------------------------- | ---- | ----------- |
| 1  | Артем Мілевський | «Динамо»                      | 27   | 17 (5)      |
| 2  | Жажа             | «Металіст»                    | 25   | 16 (3)      |
| 3  | Євген Селезньов  | «Дніпро»                      | 27   | 13 (2)      |
| 4  | Луїс Адріану     | «Шахтар»                      | 23   | 11 (2)      |
| 5  | Андрій Воронков  | «Оболонь» (5) / «Кривбас» (5) | 27   | 10          |
| 6  | Андрій Воробей   | «Арсенал»                     | 23   | 9           |
| 7  | Генріх Мхітарян  | «Металург» Д                  | 29   | 9           |
| 7  | Денис Олійник    | «Металіст»                    | 29   | 9           |
| 9  | Йонуц Мазілу     | «Арсенал»                     | 25   | 9 (1)       |
| 10 | Жадсон           | «Шахтар»                      | 26   | 9 (3)       |